# برام ستوكر
برام ستوكر (بالإنجليزية:  Bram Stoker)‏ (ولد 8/ 11/ 1847 - توفي 20/ 4/ 1912) روائي وكاتب قصة قصيرة أيرلندي، نال شهرته بسبب روايته دراكولا، التي جرى تناولها إنتاجًا وتمثيلًا وطباعة.

## حياته المهنية
ولد ستوكر في كلونتارف، في الجزء الشمالي من دبلن عاصمة أيرلندا. برع في الرياضيات والعلوم والتاريخ واللغة، وتبع خُطا والده في العمل في الخدمة المدنية موظفًا في قلعة دبلن، وخدم فيها ثماني سنوات نزولًا عند رغبة أبيه، وفي تلك المدَّة كان ينشر في المجلات بعضَ القصص، منها «كأس الكريستال» عام 1872، و«سلسلة القدر» عام 1875، و«لعنة الروح» عام 1880، إضافة إلى تعاونه مع بعض المجلات ناقدًا مسرحيًّا من دون أجر.
وبعد أن ربطته صداقةُ عمر بالممثل البريطاني الشهير سير هنري إيرفينغ Sir Henry Irving، عمل مديرًا لأعماله، ثم دفعه شغفُه بالمسرح والتمثيل لأن يصبح مديرًا ناجحًا لمسرح ليسيوم الخاص بالممثِّل، واستمرَّ في وظيفته مدَّة سبعة وعشرين عامًا حتى وفاة صديقه في عام 1906.
وأتاحت له صلتُه بالوسط الفني، معرفة نخبة شخصيات المجتمع الأيرلندي والبريطاني، وقد ربطته صداقةٌ بمجموعة أدباء، منهم: آرثر كونان دويل، وألفريد لورد تينيسون، ومارك توين، وأوسكار وايلد الذي نافسه في غرام الفتاة الجميلة فلورنس بالكومب (فلورنزا بالكوم)، التي اختارت في النهاية ستوكر، وتزوَّجا في عام 1878.

## حياته الأدبية
على الرغم من انشغاله تمكَّن من كتابة روايته الأولى الرومانسية وهي بعنوان «ممر الثعبان» التي نُشرت في عام 1890، ثم عمل على كتابة روايته «دراكولا» التي لم ينتهِ منها إلا في عام 1897، وقد حقَّقَت له شهرةً كبيرة لم يكن يحلم بها.
وحين توفي صديقُه هنري إيرفينغ أصيبَ ستوكر بنوبة قلبية. وفي مرحلة النقَه والاستشفاء من المرض عمل على كتابة سيرة حياة هذا الممثل، مستفيدًا من الصداقة الوثيقة التي ربطت بينهما سنوات طويلة، ونُشر الكتاب في عام 1906.
وكان نشر قبل مرضه روايتان، أُولاهما «لغز البحر» نُشرت في عام 1902، والأُخرى رواية رومانسية بعنوان «الرجل» نُشرت عام 1905، وهاتان الروايتان تتناولان أدوار الرجل والمرأة في المجتمع، وتكشفان عن التصوُّر العام الذي يحمله ستوكر تجاه المرأة.
واستمر هذا الأديب في كتابة روايات الرعب والغموض، مثل رواية «جوهرة النجوم السبعة» التي نُشرت عام 1903 وتدور أحداثها في مصر، ورواية «سيدة الخمار» ونُشرت عام 1909، و«عرين الدودة البيضاء» ونُشرت عام 1911، قبل عام من وفاته.

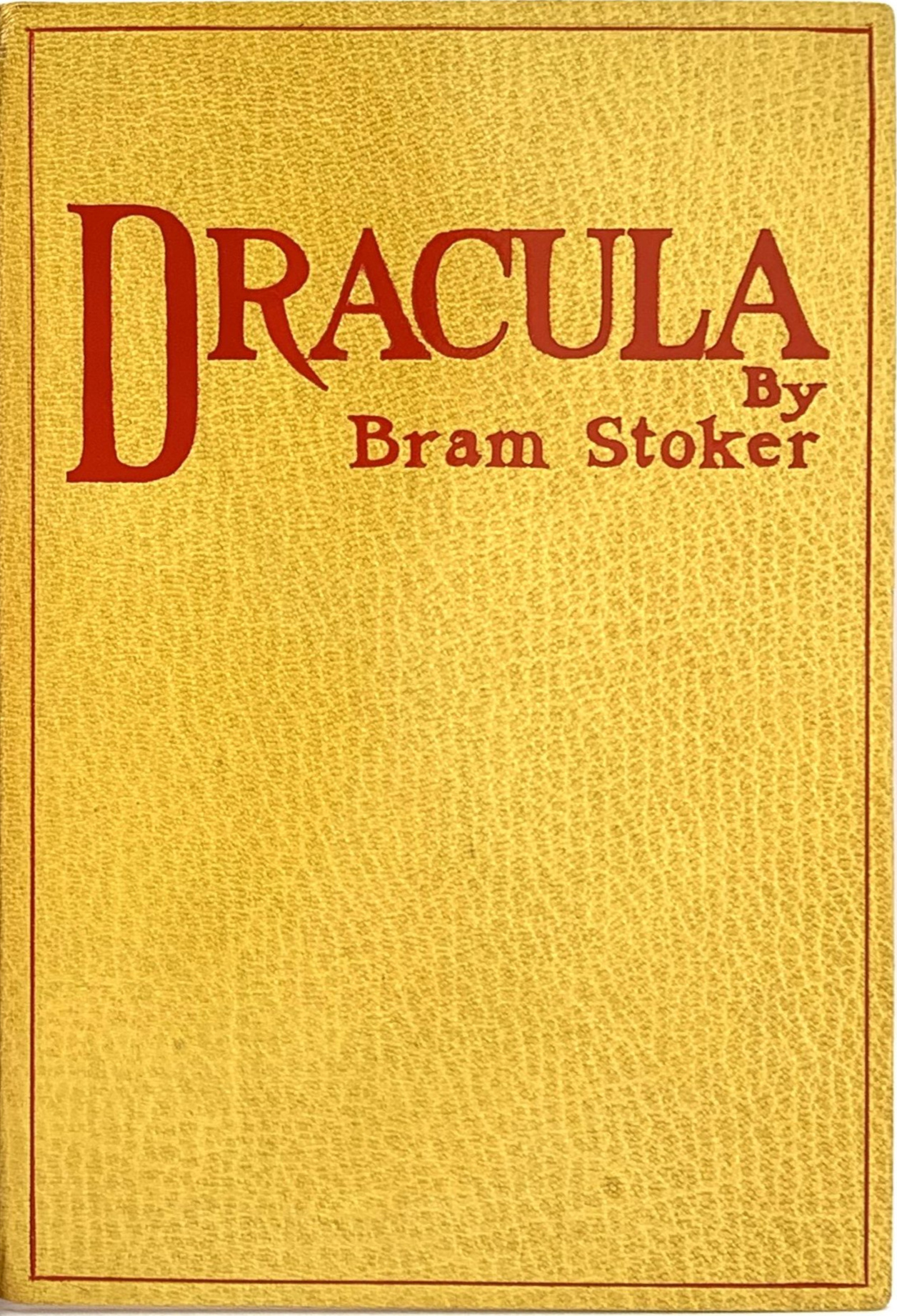
الطبعة الأولى لرواية دراكولا التي ألفها برام ستوكر

## رواية دراكولا
تُعَد روايته «دراكولا» رائدةً في عالم روائع أدب الإثارة والرعب، وقد عرف كثيرٌ منا قصَّتها بقراءة الرواية أو مشاهدة أحد الأفلام السينمائية الكثيرة التي تناولتها. وربما يستهوي القارئَ معرفةُ ما ألهمَ هذا الأديب لكتابة موضوع تلك الرواية، والاطِّلاع على مضمونها الأصلي الذي غاب عن العديد من المخرجين السينمائيين والمسرحيين الذين قدَّّموا هذا العمل. 
ربط ستوكر صداقةٌ ببروفيسور من جامعة بودابست بهنغاريا. وفي أحد لقاءاتهما حكى الأخيرُ لصديقه قصصًا عن أساطير (مصَّاص الدماء) في ترانسلفانيا، فتوجه ستوكر إلى أهم المكتبات في لندن ودرس جميع المواضيع والأبحاث التاريخية عن مصَّاصي الدماء في ترانسلفانيا، وفي غيرها في مختلِف أنحاء أوروبا. ودرس أيضًا طائر الخُفَّاش وهو من الثدييات ومنه نوع مصَّاص للدماء يعيش في جنوبي أميركا.
واستوحى فكرة بطل روايته من شخصية حقيقية وهي الأمير فلاد دراكولا المُخَوزِق الذي حكم هنغاريا ورومانيا، وكذلك من الشخصية الواقعية الكونتيسة إليزابيث باثوري (كونتيسة الدم) من ترانسلفانيا، التي اشتَهَرت بجمالها، والتي حين بدأت تتقدَّم بالعمر أُصيبت بجنون الخوف من فِقدان جمالها، واعتقدت بأن دماء الفتيات الشابَّات ستحفظ لها ديمومة تألقها. فقتلت 50 فتاةً من خادماتها لتسبحَ في دمائهنَّ، ولمَّا اكتُشِفَت جريمتها احتُجِزَت خلف جُدران قلعتها حتى وفاتها في عام 1614.
تدور أحداث الرواية في أواخر القرن التاسع عشر الميلادي، وقد كُتبت على نمط مذكِّرات يرويها البطل جوناثان هاركر، المحامي الشاب الذي يُكلَّف مهمةَ الذهاب إلى ترانسلفانيا للقاء الكونت دراكولا المقيم في قلعته في مِنطَقة نائية لإنجاز الأوراق الرسمية الخاصَّة بملكيته الجديدة في بريطانيا.
وتتجلَّى موهبةُ ستوكر في إضفاء الواقعية على روايته بشخصية البطل المتزنة العقلانية التي تعتمد على الدقة والنظام في ترتيب أمور حياتها. وبوصول هاركر إلى القلعة وقضائه بضعة أيام برفقة الكونت دراكولا، يبدأ بالتنبه إلى بعض الوقائع الغريبة في القلعة، ومنها عدمُ وجود أيِّ مِرآة فيها، وعدم تناول الكونت للطعام أو الشراب، إضافة إلى غيابه الدائم في النهار وعدم نومه في غرفته، وغير ذلك من دلائل تجعل القارئ يتابع الأحداثَ بشغف رفقةَ البطل الذي (يتوحَّد) معه.
وتنتقل الأحداث بعد ذلك إلى بريطانيا، وتحديدًا إلى مقاطعة وايتبي التي تصل إليها خطيبةُ هاركر وتُدعى مينا؛ للقاء صديقة عمرها لوسي، وحينما تصل سفينةٌ غريبة مرفأ المقاطعة في ليلة عاصفة يستحيل فيها تمكُّن أيِّ سفنية دخولَ المرفأ بسلام، تفقد المِنطقة أمنها وسلامتها.
ويجمَعُ الأصدقاءَ (وهم إضافة إلى مينا وهاركر: الدكتور جون سيوارد مديرُ مَصَحَّة للأمراض العقلية وأحد المعجبين بلوسي، وأرثر هولموود خطيب لوسي، وكوينسي موريس الثريُّ الأميركي الذي يموِّل الفريق، والدكتور أبراهام فان هيلسينغ المحامي الضَّليع بالتاريخ والفولكلور والأساطير)، هدفُ الانتقام من الكونت دراكولا الذي حوَّل صديقتهم لوسي إلى مصَّاصة دماء أسوةً بالكثير من سكَّان المِنطقة.
وبعد كثير من المغامرات والمطاردات التي تثير الرعبَ لدى القارئ، ينجح الأصدقاءُ أخيرًا في اللَّحاق بسفينة الكونت دراكولا الهارب إلى ترانسلفانيا، والتمكُّن بعد معركة مع الغَجَر الذين يُقِلُّون تابوته من قتله بغرز وَتِد في قلبه، وفصل رأسه عن جسده، وحشوه بالثوم، ليتحوَّل الجسدُ إلى رماد.
وهذه الرواية التي تناولتها السينما بصورة تجارية، تحمل أبعادًا ومضمونًا عميقًا، فهي تجسِّد الصراع بين قوى الخير والشر، وتعتمد على أفكار العهد الفيكتوري المثالية، حين ينتصر الخيرُ في النهاية، إلا أن ما فات الكثيرين هو أن ستوكر كان يحاول في روايته تلك تجسيدَ فساد المجتمع الطبقي في عهده؛ إذ تمثِّل شخصية الكونت دراكولا فسادَ الطبقة الأرستقراطية وجشعها، مقابل مجموعة الأصدقاء التي تمثل الطبقة الوسطى المنتصرة في النهاية.

## مرضه ووفاته
في السنوات الأخيرة من عمر برام ستوكر تدهورت صحَّته، حتى توفي في 20 أبريل عام 1912.  
ومع أن أسباب موته ما زالت غامضةً، وأثارت الكثيرَ من الجدل، تجنَّبَ كاتبو سيرته الحديثَ عنها. وذكرَ حفيدُه دانييل فيرسون مؤخرًا في كتاب دوَّن فيه سيرةَ حياته أسبابَ وفاة جدِّه، قائلًا إن الأطباء بيَّنوا إصابته بالشلل العام المرتبط بداية بالجنون. ويفسِّر بعضُ المختصِّين هذه الأسباب بارتباطها بمرض الزهري وإن لم يكن تفسيرُهم مؤكدًا علميًّا.

## وصلات خارجية
- برام ستوكر على موقع IMDb (الإنجليزية)
- برام ستوكر على موقع الموسوعة البريطانية (الإنجليزية)
- برام ستوكر على موقع قاعدة بيانات الأفلام العربية
- برام ستوكر على موقع ألو سيني (الفرنسية)
- برام ستوكر على موقع ميوزك برينز (الإنجليزية)
- برام ستوكر على موقع تيرنر كلاسيك موفيز (الإنجليزية)
- برام ستوكر على موقع أول موفي (الإنجليزية)
- برام ستوكر على موقع قاعدة بيانات برودواي على الإنترنت (الإنجليزية)
- برام ستوكر على موقع قاعدة بيانات الأفلام السويدية (السويدية)
- برام ستوكر على موقع إن إن دي بي (الإنجليزية)
- مؤلفات برام ستوكر في مشروع غوتنبرغ